# Bíblia
La Bíblia és el conjunt de textos religiosos del cristianisme. La paraula Bíblia prové del grec (τα) βιβλια, (ta) biblia, "(els) llibres", plural de βιβλιον, biblion, "llibre", originalment el diminutiu de βιβλος, biblos, el qual prové de βυβλος—byblos, que significa "papir", de l'antiga ciutat fenícia de Byblos, la qual exportava aquest material.
Un tema al llarg de la Bíblia és l'adoració de Déu i la redempció de la humanitat, i d'acord amb les doctrines cristiana i jueva, va ser inspirada per Déu. L'exegesi o interpretació d'aquest missatge central és una branca tradicional de la teologia.
El català esdevingué, l'any 1478, la quarta llengua del món a tenir una bíblia impresa, amb la Bíblia Valenciana. La Santa Inquisició, però, n'encetà un procés de persecució i hom arribà a dubtar de la seva existència, fins al segle xix.
Hi ha traduccions completes de la Bíblia en 451 idiomes, traduccions d'un dels dos testaments en 1.185 idiomes més, i porcions del text traduïdes en prop de 848 altres. En total 2.479 llengües disposen de traduccions completes o parcials del llibre. Fou també el primer llibre imprès per Gutenberg.

## Redacció

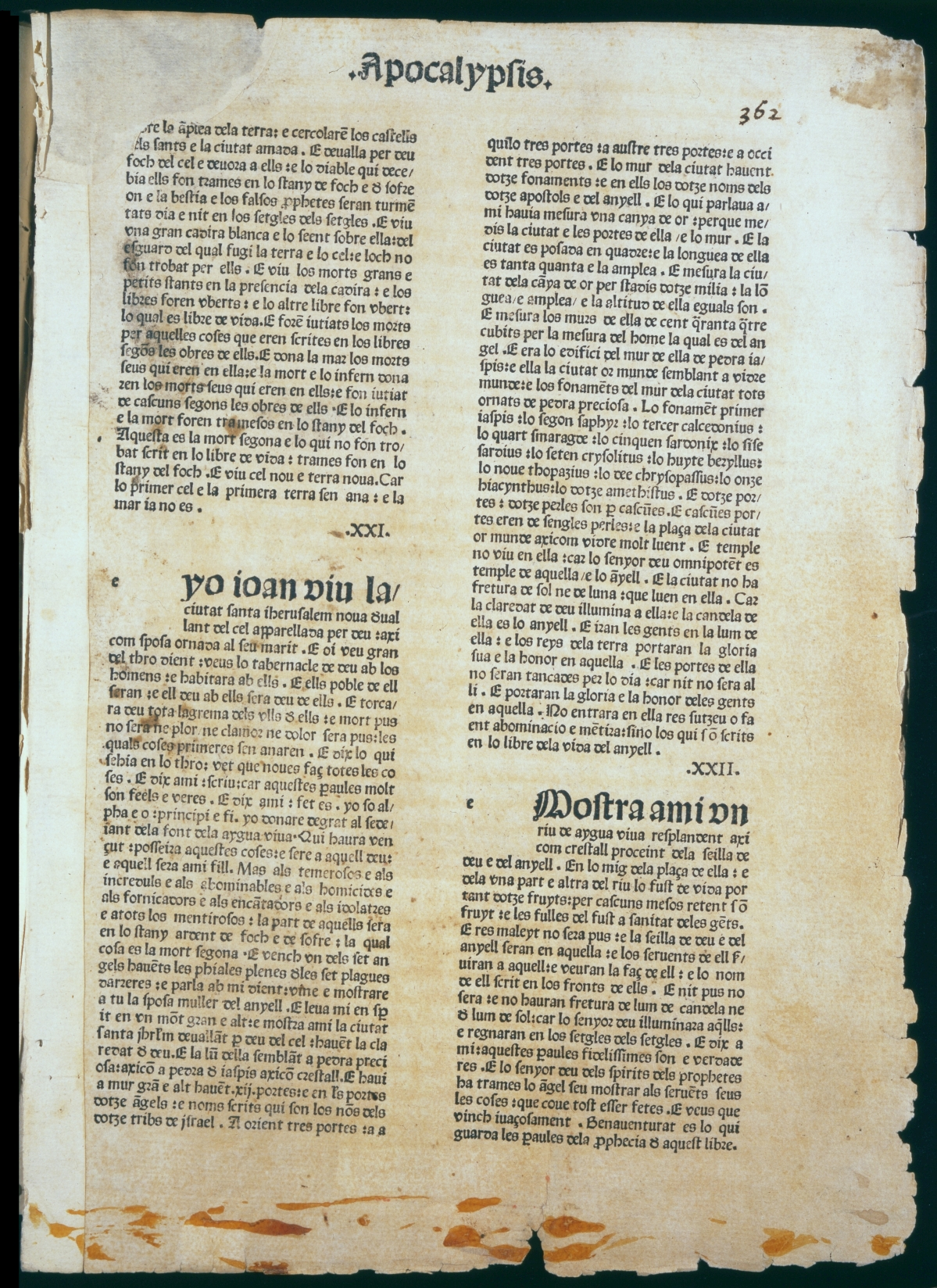
Pàgina de l'Apocalipsi de la Bíblia Valenciana, la primera Bíblia impresa en català, entre el 1477 i el 1478

Segons la tradició, la Bíblia va ser escrita en un període de 1.600 anys, en el decurs de seixanta generacions, per més de quaranta autors diferents, en tres continents (Europa, Àsia i Àfrica) i en tres llengües: hebreu, grec i arameu (en alguns passatges molt concrets de la Bíblia hebrea original).
Els manuscrits més antics de l'Antic Testament dels quals es té constància són els Manuscrits de la mar Morta, escrits entre els segles iii i i aC. Amb tot, hi ha relats com el del Diluvi Universal que també són presents en cultures molt més antigues com la mesopotàmica, les primeres versions del qual daten del 2700 aC.
En el cas del Nou Testament, els principals autors són els dels evangelis atribuïts a Sant Marc, Lluc Evangelista, Sant Mateu, Joan l'Apòstol i Sant Pau de Tars.

## Contingut
El contingut de la Bíblia, conegut com a Cànon, va ser establert per les autoritats de l'Església el segle iv i es compon de dues parts:

### Antic Testament
Les autoritats van acceptar el Tanakh jueu, que és el que van anomenar Antic Testament, en referència a l'antic pacte entre Déu i la humanitat, principalment amb la nació d'Israel, de la qual vindria el Salvador de la Humanitat. L'Antic Testament està format per 39 llibres que corresponen als 24 llibres del Tanakh. Aquest va ser escrit sobretot en hebreu, però hi ha certes seccions en arameu. Els estudiosos anomenats masoretes van intentar establir un text definitiu comparant les versions existents a partir de l'any 800, traient moltes addicions que la versió dels Setanta havia afegit (probablement per interpretar que comentaris al marge eren línies de text).
Després de la Reforma Protestant del segle xvi, els catòlics i els ortodoxos a més d'aquests 39 llibres hi van afegir altres llibres coneguts com a deuterocanònics, paraula grega que vol dir "Segon Cànon".

### Nou Testament
Les autoritats van acceptar alguns escrits judeocristians que van fer referència a Jesucrist, a qui consideraven el Salvador profetitzat a l'Antic Testament. Aquests escrits van ser anomenats Nou Testament, fent referència al nou pacte entre Déu i la humanitat, per mitjà del sacrifici de Jesucrist per a redimir la humanitat dels seus pecats.
El Nou Testament està format per 27 llibres que van ser escrits en grec, llavors la lingua franca del continent europeu i de l'Orient Mitjà. No es conserven els textos originals, sinó els derivats, que els estudiosos han agrupat en tres grans famílies: l'alexandrina (la més minimalista), la bizantina (maximalista) i l'occidental. Les primeres edicions que tenien en compte aquest aparell crític daten del Renaixement.

## Altres llibres
Els llibres que versen sobre la mateixa història però que no han estat acceptats per les autoritats cristianes s'anomenen llibres apòcrifs (en contrast amb els canònics o deuterocanònics) i molts d'ells contenen doctrina que ha estat declarada heretgia. Els mormons també afegeixen a la Bíblia d'altres llibres com el "Llibre del Mormó", anomenat "Un altre evangeli de Jesucrist". Aquests llibres no són acceptats per cap altra confessió cristiana.

### Bíblia de família
Una Bíblia de família és una bíblia transmesa per una família, amb cada generació successiva registrant informació sobre la història de la família en el seu interior. En general, aquesta informació inclou naixements, defuncions, baptismes, confirmacions i matrimonis. Altres coses, com cartes, retalls de premsa, i fotografies, també es poden trobar en una bíblia familiar. En el Regne Unit van ser comuns durant l'època victoriana, i també ho van ser en els Estats Units, Austràlia, i Nova Zelanda. Sovint es fan servir com a fonts de recerca genealògica.

## Divisions en capítols i versicles
Les divisions actuals de la Bíblia en capítols i versicles numerats no provenen de tradicions antigues textuals, sinó que van ser creades a l'edat mitjana pels cristians, i van ser adoptats posteriorment pels jueus com a referències tècniques pel Tanakh. Aquestes referències van ser crucials per als rabins medievals en els debats obligats amb el clergat cristià (que ja feia servir la divisió en capítols i versicles), especialment a Espanya. La puntuació també és obra d'escribes posteriors.

## Gèneres literaris en la Bíblia
Les diferents maneres d'escriure que tenien els autors que van escriure la Bíblia:
- Narratiu: Gènesi, Llibre de Job, Jutges…
- Apocalíptic: Llibre d'Isaïes · Llibre de Daniel · Apocalipsi.
- Sapiencial: Llibre de Job, Salms, Proverbis, Eclesiastès.
- Jurídic: Levític.
- Líric: Càntic dels Càntics.
- Evangèlic: Mateu, Marc, Lluc, Joan.
- Profètic: Isaïes ·  Jeremies · Lamentacions · Baruc · Ezequiel · Daniel · Osees ·  Joel ·  Amós ·  Abdies ·  Jonàs ·  Miquees ·  Nahum ·  Habacuc ·  Sofonies ·  Ageu ·  Zacaries ·  Malaquies
- Epistolar: Les cartes del Nou Testament

## Traduccions

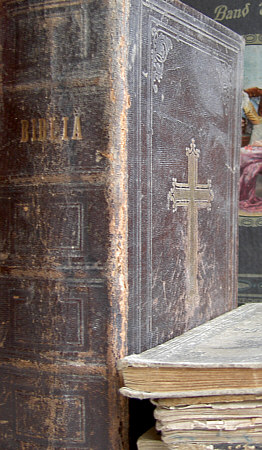
Bíblia Antiga

Com que els textos estaven escrits en hebreu i molts creients parlaven arameu, de seguida es van difondre traduccions orals i de fragments concrets per al seu ús a la sinagoga, a través dels meturgeman o intèrprets especialitzats.
La primera traducció íntegra de la Bíblia (només de l'Antic Testament) es va fer al grec l'any 250 aC, per als jueus de la Diàspora que van viure en diferents llocs d'Europa i Àsia, i que només parlaven grec, la lingua franca de llavors. Aquesta traducció és coneguda com la Versió dels Setanta o Septuaginta i és la versió que més ha estat utilitzada com a referència per a altres traduccions i per fer comparacions amb la versió hebrea, ja que es considera la més fidel. La segona traducció, i potser la més important perquè va conformar la versió de referència del text durant més de mil cinc-cents anys, va ser la versió en llatí que el papa Damas I va encarregar a Sant Jeroni al segle vi, coneguda com la Vulgata Latina. Aquesta és la traducció oficial de l'Església Catòlica Romana des del concili de Trento (1546), on va ser reconeguda com a tal degut als llargs anys de tradició i reconeixement institucional i al fet que estigués escrita en llatí, llengua culta de l'època i oficial de l'Església cristiana.
Durant l'edat mitjana se'n van fer algunes traduccions a diverses llengües europees; no obstant això van ser prohibides pel Vaticà, que només en permetia la versió en llatí, raó per la qual van tenir una difusió relativa.
La primera traducció sencera de la Bíblia a la llengua catalana manuscrita coneguda data del segle xiv i es conserva en un manuscrit de París més tardà, de l'any 1465. Tanmateix, se sap que el rei Alfons el Franc havia encarregat ja una primera traducció al català l'any 1287, tot i que no es va arribar a acabar.
El català va ser la quarta llengua del món a tenir una traducció impresa de la Bíblia, després del llatí, l'alemany i l'italià, amb l’anomenada Bíblia Valenciana, l'any 1478, de la qual es conserven només alguns fulls solts. Aquesta versió va ser perseguida i prohibida per la Inquisició castellano-aragonesa fins pràcticament destruir-ne tots els exemplars.
El 1968 la Fundació Bíblica Catalana, sota el paraigües de l'Institut Cambó, va publicar a l'Editorial Alpha de Barcelona una esplèndida traducció al català modern directament dels textes originals, feta per especialistes de renom. Carles Riba, Josep Maria Millàs, Josep O'Callaghan, Josep Vergés, Manuel Balasch, i fins a un total de 38 col·laboradors de primer nivell van treballar-hi des d'abans del 1928, data en què va aparèixer el primer volum. El 1948 es va publicar el darrer volum, però l'edició del 1968 és una revisió profunda, lingüística, exegètica i teològica, a la vista de l'evolució dels estudis bíblics i del català modern.
Després de la Reforma Protestant, i amb la invenció de la impremta, se'n van fer moltes més traduccions amb ràpida difusió. Una de les més importants va ser la de Luter, que va estandarditzar la llengua alemanya i va fomentar que tots els membres de la societat (i no només els sacerdots) llegissin els textos bíblics.

## Criticisme textual
Diversos corrents dels estudis bíblics s'han apropat al text emprant les eines de la filologia, és a dir, analitzant-lo des del punt de vista literari i lingüístic i no pas religiós. Aquesta visió va sorgir al segle xvii però va desenvolupar-se plenament als segles XIX i XX.
Aquest criticisme pot tenir diverses variants: la que empra les fonts del mateix text i compara passatges de diferents llibres bíblics per traçar la història dels autors i dels escrits (criticisme baix) o la que analitza la història de la transmissió dels documents i variants lingüístiques per reconstruir els discursos originals i datar-los, usant els mètodes de la crítica textual clàssica (alt criticisme).
En paral·lel, els estudiosos busquen textos de la mateixa època o que tractin temes similars (com els diferents mites de la Creació) per estudiar si pot haver-hi influència entre ells, és a dir, per determinar quines són les fonts de la Bíblia, tant orals com escrites.

## Dades curioses

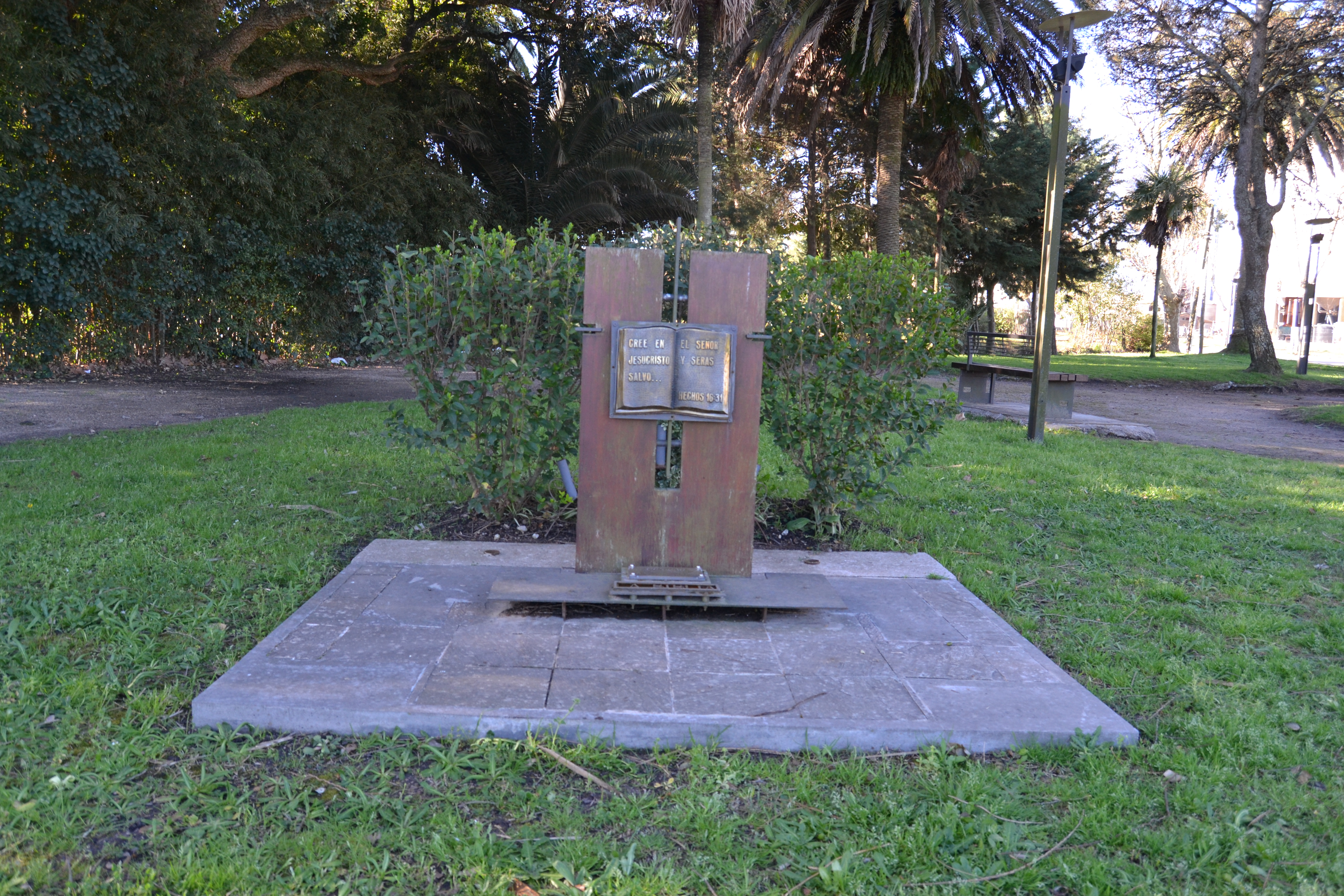
Monument a la Biblia

- El nombre de paraules de la Bíblia varia segons la versió i l'idioma, i està entre 773.692[10] i 783.137.[11]
- La Bíblia cristiana ortodoxa consta de 1.347 capítols; la catòlica romana de 1.329, i la protestant de 1.189, 260 dels quals constitueixen el Nou testament.
- El llibre que apareix com a últim a la Bíblia és el de l'Apocalipsi però, en realitat, l'últim a ser escrit va ser l'Evangeli segons Joan.
- El llibre més curt de la Bíblia és la Segona Epístola de Joan ("2 Joan", 13 versicles), seguit per la Tercera Epístola de Joan ("3 Joan", 15 versicles), el Llibre d'Abdies (21 versicles) i l'Epístola de Judes (25 versicles).
- El capítol més curt de la Bíblia és el «Salm 117» (solament 2 versicles), i el capítol més llarg és el «Salm 119» (176 versicles).
- El versicle més curt de la Bíblia és el de l'Evangeli segons Joan 11,35 («Jesús començà a plorar.»[12]) i el més llarg és el Llibre d'Ester 8,9.